# Sân vận động Olympic (Athens)
Sân vận động Olympic Athens "Spyros Louis" (tiếng Hy Lạp: Ολυμπιακό Στάδιο της Αθηνας "Σπύρος Λούης", Olympiakó Stádio "Spiros Louis") là một sân vận động thể thao ở Athens, Hy Lạp. Sân là một phần của Khu liên hợp thể thao Olympic Athens và được đặt theo tên của người giành huy chương vàng Olympic môn marathon hiện đại đầu tiên vào năm 1896, Spyros Louis. Sân vận động là sân nhà của hai trong số những câu lạc bộ thể thao lớn nhất ở Hy Lạp, Panathinaikos và AEK Athens. Sân vận động đóng vai trò là sân vận động chính trong Thế vận hội Mùa hè 2004.

Sân vận động Olympic Spyros Louis Athens

## Lịch sử
Nằm trong khu vực Marousi ở Athens, sân vận động ban đầu được thiết kế vào năm 1980 và được xây dựng vào các năm từ 1980–1982. Sân đã được hoàn thành trong thời gian để tổ chức Giải vô địch điền kinh châu Âu 1982. Sân được khánh thành bởi Tổng thống Hy Lạp vào thời điểm đó, Konstantinos Karamanlis, vào ngày 8 tháng 9 năm 1982. Một năm sau, năm 1983, sân vận động OAKA đã tổ chức trận chung kết Cúp C1 châu Âu 1983 giữa Hamburger SV và Juventus (1-0). Vào năm 1987, sân vận động đã tổ chức trận chung kết UEFA Cup Winners' Cup 1986-87 giữa Ajax và Lokomotiv Leipzig (1-0). Sân vận động Olympic là một sân vận động xếp loại 4 UEFA và là sân vận động lớn nhất ở Hy Lạp. Năm 1994, sân vận động OAKA đã tổ chức trận chung kết UEFA Champions League 1994, lần này là cuộc tranh tài giữa AC Milan và Barcelona (4-0). Sân cũng đã tổ chức một số sự kiện của Đại hội Thể thao Địa Trung Hải 1991 và Giải vô địch điền kinh thế giới 1997, đã tìm cách chứng minh rằng nó có khả năng tổ chức các sự kiện thể thao lớn sau thất bại của Athens để giành quyền tổ chức Thế vận hội Mùa hè 1996 nhưng đã tổ chức thành công Thế vận hội Mùa hè 2004.
Sân đã được cải tạo rộng rãi đúng lúc cho Thế vận hội Mùa hè 2004 và Thế vận hội dành cho người khuyết tật Mùa hè 2004, bao gồm một mái che được thiết kế bởi Santiago Calatrava, và được định vị đổi mới với thủy lực Enerpac. Mái che đã được thêm vào bên lề và hoàn thành đúng lúc khai mạc Thế vận hội. Sân vận động sau đó được chính thức mở cửa trở lại vào ngày 30 tháng 7 năm 2004. Sân đã tổ chức các sự kiện điền kinh và trận chung kết môn bóng đá tại Thế vận hội và các môn điền kinh tại Paralympics. Sân cũng tổ chức lễ khai mạc vào ngày 13 tháng 8 năm 2004 và lễ bế mạc vào ngày 29 tháng 8 năm 2004 cùng với các nghi thức Paralympics vào ngày 17 và 28 tháng 9. Năm 2007, sân vận động OAKA đã tổ chức trận chung kết UEFA Champions League 2007 giữa AC Milan và Liverpool (2-1). Sức chứa của sân vận động đã giảm xuống còn 72.000 chỗ ngồi cho Thế vận hội, sức chứa ban đầu là khoảng 75.000 chỗ ngồi, mặc dù chỉ có 69.618 chỗ ngồi được công khai cho các sự kiện theo dõi và thực địa và nhiều hơn một chút cho trận chung kết bóng đá. Hệ thống sân cỏ bao gồm cỏ tự nhiên trong các thùng chứa mô-đun kết hợp hệ thống tưới và thoát nước.

## Thiết kế

### Xây dựng
Đá nền cho Sân vận động Olympic được đặt vào ngày 7 tháng 1 năm 1980. Việc xây dựng nó mang tính cách mạng và liên quan đến việc sử dụng phương pháp đúc sẵn cho 34 bộ cột chống đỡ khán đài (mỗi bộ nặng 600 tấn). Khoảng 26.000 chỗ ngồi ở tầng thấp hơn đã được che phủ, trong khi đặc điểm nổi bật nhất của sân vận động là bốn trụ nghiêng giữ đèn pha của nó, mỗi trụ cao 62 mét. Sân vận động Olympic Athens cuối cùng đã được khánh thành vào tháng 9 năm 1982.

### Cải tạo
Sân vận động đã được cải tạo từ năm 2002 cho đến năm 2004, thêm phần mái nổi tiếng cho Thế vận hội Mùa hè 2004. Bãi cỏ trung tâm của O.A.K.A bao gồm khoảng 6.000 viên nang nhựa bên trong là bãi cỏ ưa nhiệt được trồng. Các viên nang nằm liền kề nhau, kích thước 1,2 x 1,2 m và nằm trên một bề mặt xi măng phẳng rộng 2 mẫu Anh, hai bên là hai kênh thoát nước bên. Việc tưới cỏ được thực hiện nhờ 35 thiết bị phóng nước tự động trên cao với việc sử dụng hệ thống tưới được lập trình. Hệ thống này cho phép di chuyển bãi cỏ ra khu vực bên ngoài sân vận động để bề mặt được sử dụng cho các sự kiện khác nhau. Ba mươi bốn cổng vào cung cấp lối vào khán đài. Các số cổng lẻ (1 đến 35) dẫn đến các tầng thấp hơn và số chẵn (2 đến 34) đến các tầng cao hơn. Không có cổng nào được đánh số 18 và 36, vì hai bảng điểm video được đặt ở vị trí của chúng. Ngoài ra, sân vận động có 17 hộp VIP và 3 bãi đậu xe. Do thiết kế của nó, các khán đài của sân vận động có khả năng trống trong vòng 7 phút.
Khu vực diễn ra các giải đấu
- Mặt sân bóng đá 105 x 68 m
- 400m đường chạy điền kinh 9 làn
- 4 hộp hầm cực
- 4 vòng tròn để bắn đặt
- 2 làn cho ném lao
- 2 vòng tròn để ném đĩa (một trong số đó được trang bị lưới an toàn có thể biến đổi thành vòng tròn hình búa)
- 6 làn cho nhảy xa và nhảy ba
- 2 nệm để nhảy cao
- 2 bảng điểm điện tử

### Mái che
Được thiết kế bởi kiến trúc sư người Tây Ban Nha nổi tiếng thế giới Santiago Calatrava, mái nhà có trị giá 130 triệu euro. Hai vòng cung khổng lồ có tổng nhịp 304m và chiều cao tối đa 72m. Mái che có tổng trọng lượng 18.700 tấn được bao phủ bởi 5.000 tấm polycarbonate có diện tích 25.000 mét vuông. Vòng cung phía tây được lắp ráp cách vị trí cuối cùng của nó 72m và phía đông 65m - cả hai đều sau đó trượt vào đúng vị trí. Mái che được thiết kế để chịu được sức gió lên tới 120 km/h và động đất lên tới 8 độ richter.

### Giao thông
Truy cập bằng:
Xe hơi - Ra khỏi trung tâm thành phố về phía Bắc qua Đại lộ Kifissias và chỉ cần đi theo đường chỉ dẫn đến "OAKA". Nếu bạn đến từ đường vành đai Attiki Odos, hãy sử dụng lối ra 11 ("Sân vận động Kifissias - Ol.").
Xe buýt - Sử dụng X14 từ Quảng trường Syntagma ở trung tâm Athens. Nó sẽ đưa bạn trực tiếp đến Sân vận động Olympic. Cho phép ít nhất 30 phút, mặc dù điều này có thể thay đổi rất nhiều.
Tàu điện ngầm - Cách trung tâm thành phố ("Omonia") 25 phút đi xe. Sử dụng đường M1 và xuống tại "Irini" hoặc "Neratziotissa". Từ đó, đi bộ 10 phút qua Khu liên hợp Olympic là đến sân vận động.

## Sự kiện[cần dẫn nguồn]
- Michael Jackson đã được đặt lịch biểu diễn trong một buổi hòa nhạc đã bán hết 75.000 vé như một phần của chuyến lưu diễn Dangerous World Tour của anh vào ngày 10 tháng 10 năm 1992, nhưng do vấn đề sức khỏe của ca sĩ, buổi biểu diễn phải bị hủy bỏ.
- Sân vận động Olympic đã được sử dụng làm sân nhà trong nhiều thời gian bởi ba câu lạc bộ bóng đá lớn của Athens là Olympiakos, Panathinaikos và AEK Athens.
- Pink Floyd đã biểu diễn ở đó vào ngày 31 tháng 5 năm 1989 trong khuôn khổ A Momentary Lapse of Reason Tour của họ.
- Sân đã tổ chức trận chung kết UEFA Champions League 2007 vào ngày 23 tháng 5 giữa AC Milan và Liverpool, mà Milan thắng 2-1, trận chung kết năm 1994 giữa Milan và Barcelona, cũng là chiến thắng của Milan, trận chung kết năm 1983, cũng như trận chung kết UEFA Cup Winners' Cup 1987.
- Sân vận động là nơi đăng cai tổ chức Human Rights Now! Benefit Concert của Tổ chức Ân xá Quốc tế vào ngày 3 tháng 10 năm 1988. Buổi biểu diễn do Sting và Peter Gabriel đứng đầu và còn có sự tham gia của Bruce Springsteen & E Street Band, Tracy Chapman, Youssou N'Dour và George Dalaras.
- Madonna đã biểu diễn trước 75.637 người tại sân vận động vào ngày 27 tháng 9 năm 2008, trong khuôn khổ Sticky & Sweet Tour của cô.
- U2 đã biểu diễn trước 82.662 người trong chuyến lưu diễn 360° Tour của họ vào ngày 3 tháng 9 năm 2010, trở thành buổi hòa nhạc có số lượng khán giả cao nhất từng được tổ chức tại Hy Lạp.
- Pyx Lax cũng đã biểu diễn trước khoảng 80.000 người, trong chuyến lưu diễn tái hợp của họ vào ngày 13 tháng 7 năm 2011. Đây là buổi hòa nhạc của ban nhạc Hy Lạp có số lượng khán giả nhiều nhất.
- Bon Jovi đã biểu diễn trong Bon Jovi Live Tour của họ vào ngày 20 tháng 7 năm 2011. Buổi biểu diễn đã thành công và gần như cháy vé.
- Red Hot Chili Peppers đã biểu diễn trước khoảng 60.000 người, trong khuôn khổ chuyến lưu diễn toàn thế giới vào ngày 4 tháng 9 năm 2012.
- Lady Gaga đã biểu diễn một buổi biểu diễn cho chuyến lưu diễn vòng quanh thế giới của cô, ArtRave: The Artpop Ball, trước sự chứng kiến của 26.860 người.
- Công ước Quốc tế của Nhân chứng Giê-hô-va năm 2014 và 2019. Người tham dự từ khắp nơi trên thế giới.

## Buổi hòa nhạc
| Buổi hòa nhạc tại Sân vận động Olympic "Spiros Louis" | Buổi hòa nhạc tại Sân vận động Olympic "Spiros Louis"                                                      | Buổi hòa nhạc tại Sân vận động Olympic "Spiros Louis" | Buổi hòa nhạc tại Sân vận động Olympic "Spiros Louis" |
| Ngày                                                  | Nghệ sĩ | Chuyến lưu diễn                                       | Khán giả                                              |
| ----------------------------------------------------- | --- | ----------------------------------------------------- | ----------------------------------------------------- |
| 3 tháng 10 năm 1988                                   | Sting, Peter Gabriel, Bruce Springsteen & The E Street Band, Tracy Chapman, Youssou N'Dour, George Dalaras | Human Rights Now!                                     | -                                                     |
| 31 tháng 5 năm 1989                                   | Pink Floyd                                                                                                 | A Momentary Lapse of Reason                           | 60.000                                                |
| 9 tháng 6 năm 1992                                    | Frank Sinatra                                                                                              | -                                                     | 18.000                                                |
| 24 tháng 5 năm 1993                                   | Guns N' Roses                                                                                              | Use Your Illusion                                     | 55.000                                                |
| 16 tháng 9 năm 1998                                   | The Rolling Stones                                                                                         | Bridges to Babylon                                    | 79.446                                                |
| 3 tháng 7 năm 2001                                    | Eros Ramazzotti                                                                                            | Stilelibero                                           | -                                                     |
| 20 tháng 7 năm 2006                                   | Shakira | Oral Fixation Tour                                    | 40.000                                                |
| 26 tháng 7 năm 2007                                   | George Michael                                                                                             | 25 Live                                               | 40,000                                                |
| 27 tháng 9 năm 2008                                   | Madonna | Sticky & Sweet                                        | 75.637                                                |
| 28 tháng 5 năm 2009                                   | AC/DC | Black Ice World Tour                                  | 50.000                                                |
| 8 tháng 7 năm 2009                                    | Carlos Santana                                                                                             | Live Your Light                                       | 25.000                                                |
| 3 tháng 9 năm 2010                                    | U2 | 360°                                                  | 82.662                                                |
| 13 tháng 7 năm 2011                                   | Pyx Lax | Buổi hòa nhạc tưởng nhớ Manos Xydous                  | 80.000                                                |
| 20 tháng 7 năm 2011                                   | Bon Jovi                                                                                                   | Open Air                                              | 60.652                                                |
| 4 tháng 9 năm 2012                                    | Red Hot Chili Peppers                                                                                      | I'm With You                                          | 60.000                                                |
| 31 tháng 7 năm 2013                                   | Roger Waters                                                                                               | The Wall                                              | 25.807                                                |
| 3 tháng 7 năm 2014                                    | Antonis Remos, Despoina Vandi, Melina Aslanidou, Michalis Kouinelis (Stavento)                             | One Country, One Voice                                | 50.000+                                               |
| 19 tháng 9 năm 2014                                   | Lady Gaga                                                                                                  | ArtRave: The Artpop Ball                              | 26.860                                                |
| 23 tháng 7 năm 2021                                   | Céline Dion                                                                                                | Courage World Tour                                    | —                                                     |

## Hình ảnh

Ngọn đuốc Olympic trong lễ khai mạc Thế vận hội Mùa hè 2004
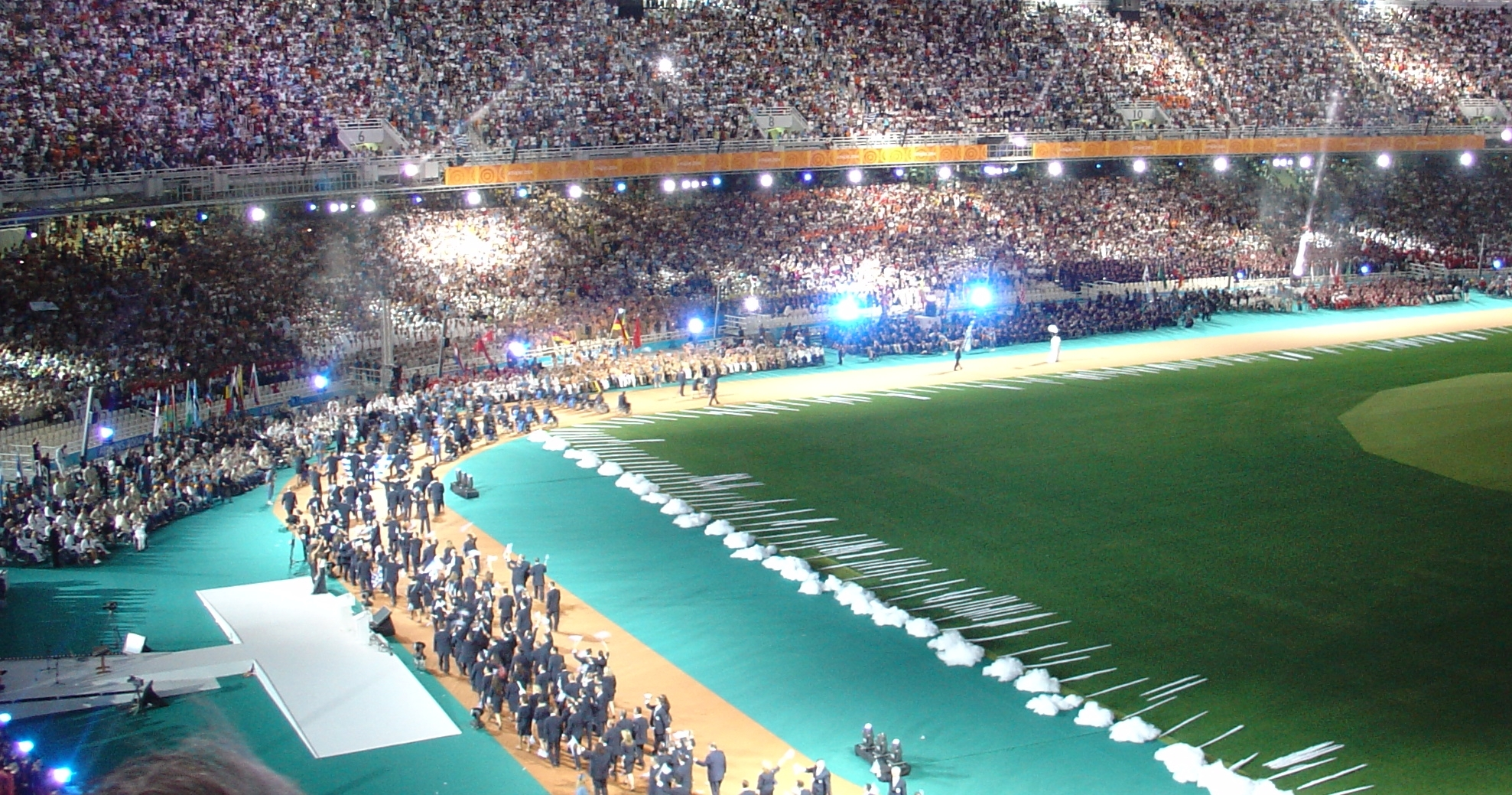
Khai mạc Thế vận hội Người khuyết tật Mùa hè 2004
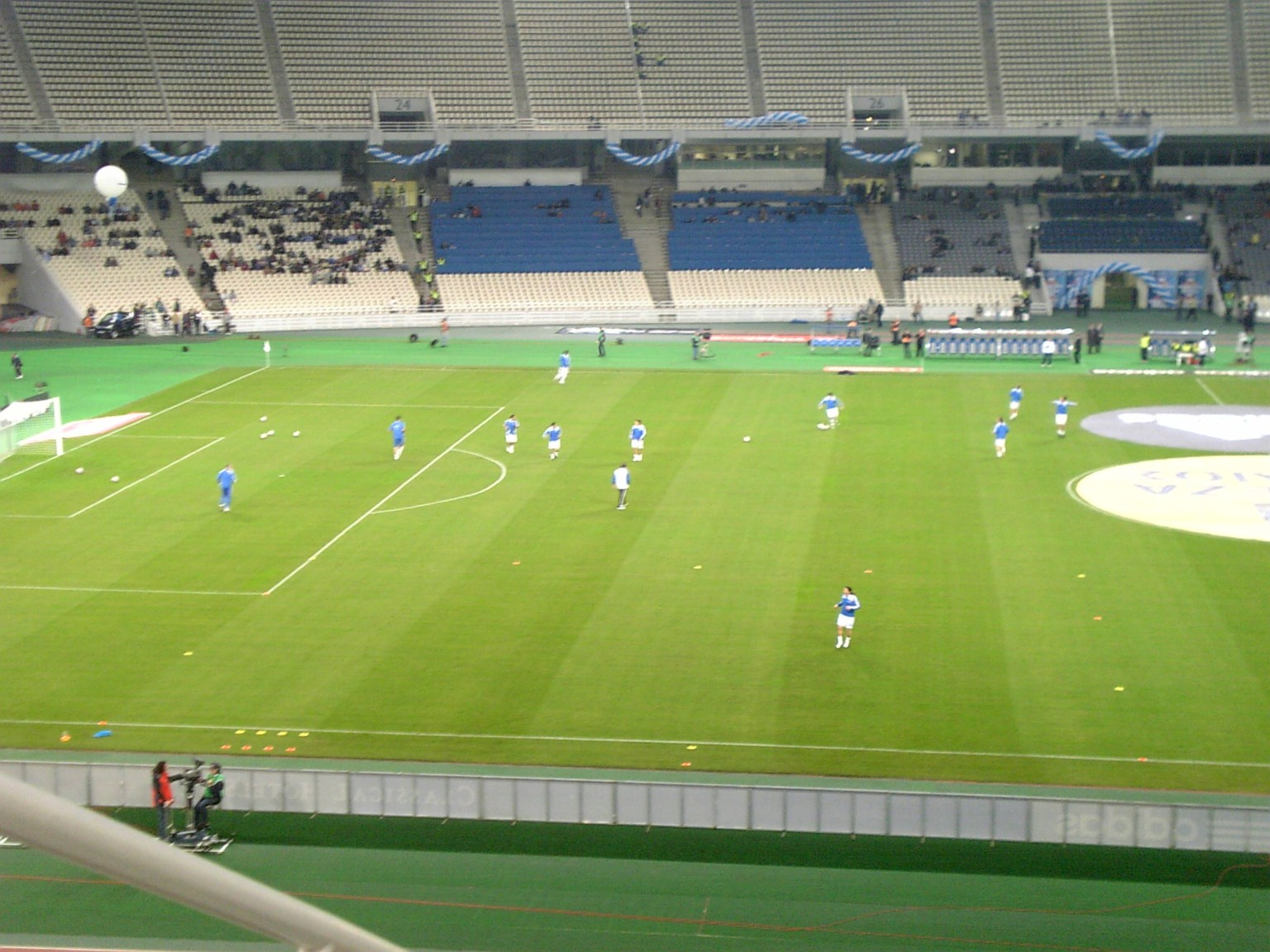
Trận đấu giữa Hy Lạp và Malta (2007)
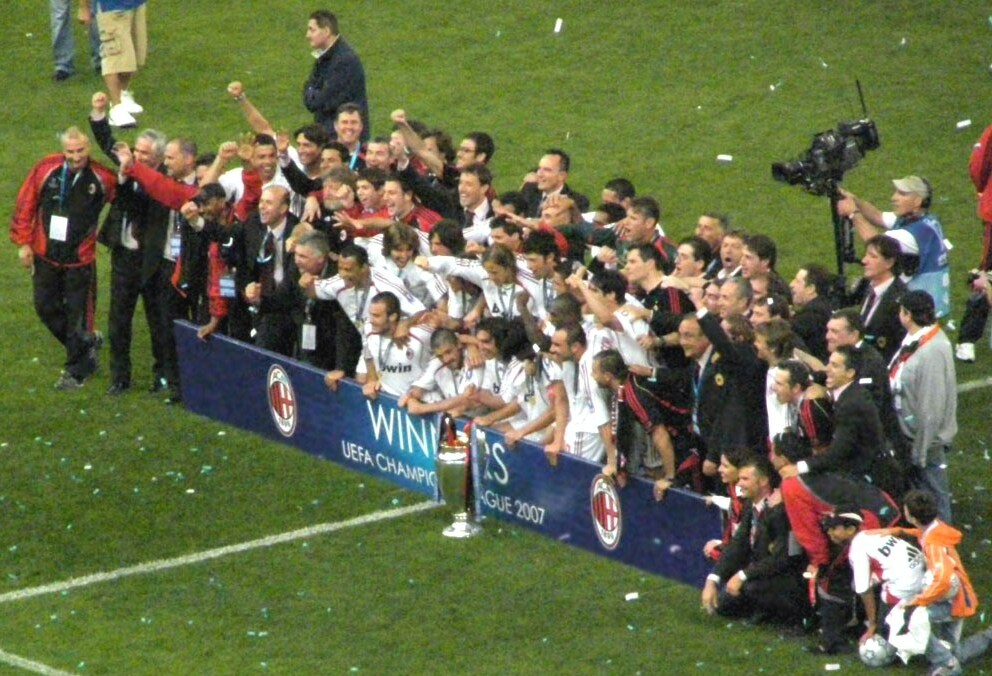
Các cầu thủ A.C. Milan ăn mừng sau trận chung kết UEFA Champions League 2007
Sân vận động Olympic tại Athens trước trận đấu trên sân nhà của Panathinaikos vào ngày 2 tháng 2 năm 2013Sân vận động Olympic tại Athens trước trận đấu trên sân nhà của Panathinaikos vào ngày 2 tháng 2 năm 2013